# Paku Alam I
Paku Alam I (Yogyakarta, 21 marzo 1764 – Yogyakarta, 1829) è stato un sovrano indonesiano.
Fu il primo principe di Pakualaman.

## Biografia

### I primi anni
Nato a Yogyakarta nel 1764 col nome di Natakusuma, era il figlio terzogenito del sultano Hamengkubuwono I di Yogyakarta e della sua concubina, Raden Ayu Srenggara, del villaggio di Karangnangka.
Pur non essendo il primogenito, fu uno dei figli preferiti di suo padre che già dal 1780 gli affidò importanti incarichi a corte come alto funzionario nel sultanato di Yogyakarta ed egli stesso seppe saggiamente legarsi alla figura del suo fratellastro maggiore, il futuro sultano Hamengkubuwono II. Proprio durante il regno di quest'ultimo, infatti, si accesero delle diatribe interne al regno, guidate da Danureja II (una sorta di Segretario di Stato moderno). Per arginare le ambizioni personali di Danureja II, il sultano decise di nominare Natakusuma al suo posto come segretario di stato, ma questo fatto esacerbò ulteriormente la situazione.
Con un ulteriore intrigo, Danureja II riuscì a provocare la ribellione del reggente di Madiun, Raden Rangga. Natakusuma, ed in particolare suo figlio Natadiningrat, furono trascinati dai pettegolezzi di corte e vennero accusati di essere a capo della ribellione stessa per prendere per sé il trono. Grazie a false segnalazioni fatte pervenire da Danureja II a Herman Willem Daendels, il governatore generale franco-olandese a Batavia si convinse a ordinare il licenziamento di Natakusuma dal suo ruolo di segretario di stato. A quel punto, Daendels chiese a Hamengkubuwono II di consegnare il principe Natakusuma e suo figlio a Semarang perché fossero tenuti in prigione. Da lì i due vennero poi portati a Tegal e quindi a Cirebon, dove vi fu un tentativo di assassinio ai loro danni. Dopo Cirebon, Natakusuma e Natadiningrat vennero trasferiti a Batavia. Hamengkubuwono II iniziò ad opporsi a questo genere di trattamento riservato alla sua gente dagli olandesi, ma questi reagirono con l'invio di 7000 uomini che deposero forzosamente Hamengkubuwono II dal trono, nominando al suo posto l'erede Hamengkubuwono III.

### Ruolo di mediatore con gli inglesi
Daendels, ad ogni modo, venne rimosso poco dopo dal suo incarico e sostituito dal governatore generale Jan Willem Janssens, il quale da subito tentò di correggere l'impostazione di governo del suo predecessore, rilasciando i due principi e concedendo loro di tornare nel sultanato di Yogyakarta. Dopo beve tempo ad ogni modo si venne a conoscenza del fatto che le truppe britanniche stavano avvicinandosi al Mar di Giava e quando queste sbarcarono sconfiggendo gli olandesi a Batavia, si diressero verso Bogor, provocando il trasferimento dei due principi di Yogyakarta a Semarang ed infine a Surabaya. Proprio a Surabaya, i funzionari incontrarono Natakusuma. Il governo reale britannico era interessato al caso del suo esilio e, dopo un processo investigativo, gli inglesi ne dedussero che i due erano solo vittime degli astuti intrighi dei funzionari franco-olandesi. Rimaneva però ancora un ostacolo da superare: Hamengkubuwono II si dimostrava comunque ostile anche al governo inglese e gli stessi britannici erano convinti del fatto che il principe Natakusuma fosse la persona giusta per ammorbidire le scelte del fratello.
Nella città di Lumpia, il principe Natakusuma ricevette una buona accoglienza, ringraziando il governo inglese per la fiducia accordata a lui e a suo figlio. La Gran Bretagna sperava fermamente che Natakusuma si sarebbe posto quale mediatore tra l'Inghilterra e il sultano Hamengkubuwono II che era divenuto ostile anche ai britannici, accusati come gli olandesi di mero colonialismo. Gli inglesi infatti avevano notato come lo stesso sultano avesse tenuto un comportamento contraddittorio ed estremamente opportunistico: per la sua ascesa al trono e per liberarsi degli olandesi, aveva in un primo tempo sostenuto la Gran Bretagna accogliendo addirittura il tenente generale Thomas Stamford Raffles con uno sfarzoso banchetto di stato, ma una volta riuscito stabilmente a conquistare il trono, iniziò ad inviare al governo britannico diverse richieste tra cui la richiesta di una compensazione in denaro per la perdita di una parte costiera dello stato che era passata agli olandesi.
Gli inglesi si accordarono per il rilascio dei parenti del sultano che erano detenuti come prigionieri, ma quando gli venne chiesto di ridurre il proprio esercito egli si rifiutò categoricamente, rafforzando invece la difesa del suo palazzo. Natakusuma, che era rimasto vicino agli inglesi, rivelò loro i piani del fratellastro e come conseguenza, già dalla metà di giugno del 1812, l'ammiraglio Gillespie si portò a Yogyakarta con un esercito nutrito. Quando intimò l'ultimatum al sultano, questi rifiutò di arrendersi. Il 18 giugno iniziarono i bombardamenti del palazzo reale di Yogyakarta e questo venne conquistato il 28 giugno successivo con la conseguente occupazione degli inglesi. Hamengkubuwono II venne detronizzato ed al suo posto venne intronizzato Hamengkubuwono III.

### Principe di Pakualaman
Il 29 giugno 1812, il principe Natakusuma venne nominato dal governo reale britannico al ruolo di principe del nuovo stato di Pakualaman, ricavato da una parte del sultanato di Yogyakarta verso la costa. Questa nomina pervenne al principe come una ricompensa per i preziosi servigi da lui resi al governo britannico. Con l'accordo politico del 17 marzo 1813 (denominato anche Politiek), il principe Natakusuma venne ufficialmente ammesso al trono col nome di Paku Alam I. Tra i diritti concessigli dagli inglesi vi fu la possibilità di ottenere un'indennità di guerra, un proprio piccolo esercito, il diritto di riscuotere le tasse nel proprio territorio e di trasmettere per ereditarietà il proprio trono; il tutto in cambio del mantenimento della lealtà nei confronti del governo britannico.
Oltre al ruolo di governatore del proprio principato, Paku Alam I venne nominato anche da Raffles al ruolo di tutore per il sultano Hamengkubuwono IV tra il 1814 e il 1820. Tale compito, ad ogni modo, non lo rendeva un tutore esclusivo, bensì membro di un comitato di reggenza che comprendeva anche Ratu Ageng e Ratu Kencana, rispettivamente nonna e madre del sultano. Durante il regno di Hamengkubuwono V (il quale ottenne il trono da bambino), Paku Alam I non venne più incluso nella commissione di tutela. Rimase saggiamente neutrale nel corso della guerra di Giava del 1825-1830, ma non riuscì a vederne il compimento in quanto morì nel 1829, dopo 16 anni di regno, e venne sepolto a Kotagede, presso Yogyakarta. Lasciò in tutto 11 tra figli e figlie.